# Colobogaster modesta
Colobogaster modesta es una especie de escarabajo del género Colobogaster, familia Buprestidae. Fue descrita científicamente por Théry en 1920.